# Wolf Koenigs
Wolf Koenigs (* 10. März 1942 in Ranis; † 8. Dezember 2024) war ein deutscher Bauforscher, Denkmalpfleger und Hochschullehrer.

## Werdegang
Nach dem Abitur am Internat Birklehof studierte Koenigs Architektur und Klassische Archäologie in München und Berlin. 1971/72 hatte er das Reisestipendium des Deutschen Archäologischen Instituts inne. Er wurde 1972 an der Technischen Universität München bei Gottfried Gruben mit der Dissertation Ein archaischer Rundbau im Kerameikos zu Athen promoviert.
Nach diversen Tätigkeiten für das Deutsche Archäologische Institut in Athen und Istanbul arbeitete er von 1982 bis 1989 am Bayerischen Landesamt für Denkmalpflege als praktischer Denkmalpfleger in München. Von 1989 bis 1994 war Koenigs erster Direktor der Abteilung Istanbul des Deutschen Archäologischen Instituts. 1994 wurde er zum Ordinarius für Bauforschung und Baugeschichte an der Architekturfakultät der TU München berufen. Seit 2007 war er pensioniert. Koenigs war Ordentliches Mitglied des Deutschen Archäologischen Instituts und gehörte bis 2010 als Vertreter der Bauforschung der Zentraldirektion an.
Seine Forschungsschwerpunkte waren die griechische Sakralarchitektur und Fragen der Denkmalpflege in Bayern. Lange Jahre erforschte er insbesondere den Athena-Tempel in Priene.
Wolf Koenigs war der Bruder des Grünen-Politikers Tom Koenigs. Verheiratet war er mit der Klassischen Archäologin Hanna Koenigs-Philipp und hatte mit ihr einen Sohn.

## Schriften
- Der Athenatempel von Priene. Bericht über die 1977–82 durchgeführten Untersuchungen. In: Istanbuler Mitteilungen 33 (1983), S. 134–175.
- Die Echohalle. (= Olympische Forschungen, Band 14), de Gruyter, Berlin 1984, ISBN 3-11-009538-6.
- Türkei. Die Westküste von Troja bis Knidos (Artemis-Cicerone). Artemis & Winkler, Zürich u. a. 1984, ISBN 3-7608-0769-0 (4. überarbeitete und erweiterte Auflage. ebenda 1988).
- Der Athenatempel von Priene. Reichert, Wiesbaden 2015, ISBN 978-395490064-0.